# 张简姓
張簡姓是華人的一个双姓，源自张姓与简姓，多见于闽南、台灣等地。根據中華民國內政部戶政司民國107年（2018年）6月的數據，張簡姓為臺灣第一大雙字姓，人口有9,059人，為全國姓氏人口排名第122名。為台灣單字姓氏外人口中數最高者。

## 起源
张简姓起源于一次联姻，明朝洪武四年（1371年），漳州府南靖县永丰里梅林村的士人簡德潤，在南靖的書院教書，入贅於當地門閥張進興家，後來成為張進興的養子，簡德潤娶張進興寡居的儿媳劉氏為妻，生了三子。後又娶側室盧氏，生了五子。后简德润希望张、简两姓均有香火可传，在和张家商量后，遂以其中四名過繼予張姓，四名留於簡家；但最後兄弟們打算不分姓氏，才出現了「張簡」這個雙姓。
清中叶，十二世祖张简成祯渡海来到臺湾南部定居，在高雄市大寮區有其众多子孙，是台湾张简姓的发源地。
清咸豐年间，张简家族宗祠追远堂建成，许多改為「简姓」的人又改回「张简」。
日治时代，为避免警察的調查麻烦，一些张简姓改姓张或姓简。戰後，有部分人恢复张简姓，也有一部分人没有恢复，但其子女为张简姓。
在臺湾，还有这样一个传说：有位四处流浪简姓的孤儿，有一天梦到一个仙人让他一直向南走直到绳子断掉。后来他来到一位姓张的员外家时绳子断了，于是留下来帮员外干活，后被员外收为义子，娶了张员外独子的遗孀刘氏，继承了张员外的财产。为了纪念张公，简姓孤儿将自己子女改姓张简。

## 分布
張簡姓多见于闽南、台湾等地。
在台灣，張簡姓大多數位於高雄市。在2018年的9,059人張簡姓人口中，高雄市即占有7,197人。高雄市主要集中在大寮區和鳳山地區，有張簡姓「五脉31派下」的說法。在高雄市以外，屏東縣、臺南市亦有分布。
其中有一支從大寮分出，派下子孫現在居住於屏東縣里港鄉春林村光復巷11鄰，祠堂內，有祖先牌位可考。

## 堂号
张简姓堂号有“洪源”、“陳郡”、“漁陽”、“范阳”、“梅魁”、“南靖”等，但主要以“南靖”為主。